# Тарту (волость, 1991)
Тарту (эст. Tartu ) — бывшая волость в Эстонии, в составе уезда Тартумаа.

## Положение
Площадь волости — 298,7 км², численность населения на 1 января 2010 года составляло 6041 человек.
Административный центр волости — посёлок Кырвекюла. Помимо этого на территории волости находятся ещё 2 посёлка — Ляахте и Яакси, а также 40 деревень.